# GP3 Series
GP3 Series även förkortat GP3, var en formelbilsklass som startades 2010 som en instegsklass till GP2 Series. Serien lades ned 2018 och blev i stället FIA Formula 3 Championship efter en samgående med European Formula 3 Championship.
Det var tänkt att GP3 skulle ersätta International Formula Master, men så blev det inte. Ändå försvann International Formula Master av okänd anledning till 2010. Från början trodde man att GP3 Series skulle använda sig av samma chassi som International Formula Master, men senare annonserades det att de skulle komma att använda sig av ett helt nytt enhetschassi från Dallara tillsammans med en 2-liters motor på 280 hästkrafter från Renault. Till skillnad från GP2 Series, och de flesta andra formelbilsklasser hade teamen tillgång till fyra, istället för två, bilar. Tävlingarna kördes som supportserie i samband med de flesta av Formel 1:s europeiska tävlingar.

## Externa länkar

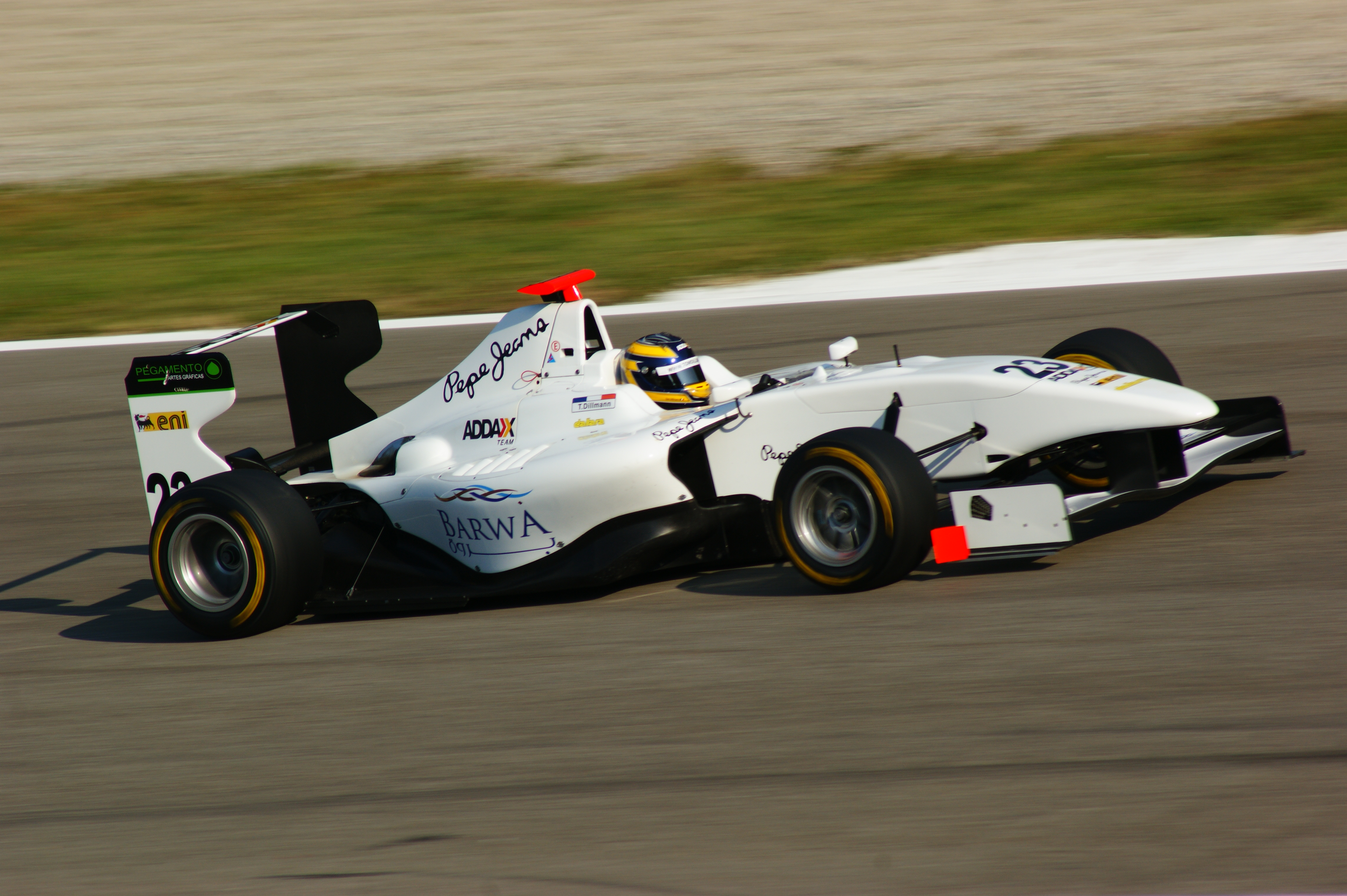
Tom Dillmann på Autodromo Nazionale Monza 2011.

## Mästare
| Säsong | Mästare                            | Tvåa                                  | Trea                                | Fabriksmästare |
| ------ | ---------------------------------- | ------------------------------------- | ----------------------------------- | -------------- |
| 2010   | Esteban Gutiérrez (ART Grand Prix) | Robert Wickens (Status Grand Prix)    | Nico Müller (Jenzer Motorsport)     | ART Grand Prix |
| 2011   | Valtteri Bottas (Lotus ART)        | James Calado (Lotus ART)              | Nigel Melker (RSC Mücke Motorsport) | Lotus ART      |
| 2012   | Mitch Evans (MW Arden)             | Daniel Abt (Lotus GP)                 | António Félix da Costa (Carlin)     | Lotus GP       |
| 2013   | Daniil Kvyat (MW Arden)            | Facu Regalia (ART Grand Prix)         | Conor Daly (ART Grand Prix)         | ART Grand Prix |
| 2014   | Alex Lynn (Carlin)                 | Dean Stoneman (Marussia Manor Racing) | Marvin Kirchhöfer (ART Grand Prix)  | Carlin         |
| 2015   | Esteban Ocon (ART Grand Prix)      | Luca Ghiotto (Trident)                | Marvin Kirchhöfer (ART Grand Prix)  | ART Grand Prix |
| 2016   | Charles Leclerc (ART Grand Prix)   | Alexander Albon (ART Grand Prix)      | Antonio Fuoco (Trident)             | ART Grand Prix |
| 2017   | George Russell (ART Grand Prix)    | Jack Aitken (ART Grand Prix)          | Nirei Fukuzumi (ART Grand Prix)     | ART Grand Prix |
| 2018   | Anthoine Hubert (ART Grand Prix)   | Nikita Mazepin (ART Grand Prix)       | Callum Ilott (ART Grand Prix)       | ART Grand Prix |